# Ганнибал, Пётр Абрамович
Пётр Абрамович Ганнибал (1742—1826) — российский военный деятель, представитель рода Ганнибалов, генерал-майор артиллерии, сын «Арапа Петра Великого».

## Биография
Родился в 1742 году на мызе Карьякюла близ Ревеля в Эстляндии в семье Абрама Петровича Ганнибала и Христины Матвеевны (Христины-Регины) фон Шёберг. Крёстной матерью Ганнибала была (заочно) императрица Елизавета Петровна, а крёстным отцом — наследник престола великий князь Пётр Фёдорович. Двоюродный дед А. С. Пушкина. П. А. Ганнибал имел внешность «настоящего арапа», отличался тёмным цветом кожи, курчавыми волосами и толстоватыми губами, поэтому А. С. Пушкин называл его «старым Арапом» или «моим дедушкой негром».
Полковник артиллерии в ранге армии бригадира (1771).
Предводитель дворянства Пскова (1774—1796).
Генерал-майор артиллерии (1776).
Женился (1777) на дочери коллежского советника Ольге Григорьевне фон Данненштерн (1759—1817). Молодые жили под Казанью в поместье жены, затем в Елицах и Петербурге. От этого брака было трое детей: дочь Христина (род. 1778), сын Вениамин (род. 1780) и дочь Александра (род. 1787). После 9 лет совместной жизни (1786) оставил семью, сошёлся с «девицей Лихачёвой» и уехал в свои псковские земли.
В 1782 году унаследовал имение Петровское в Псковской губернии. В 1792 году продал своё имение Елицы и обосновался в Петровском, где построил новый усадебный дом и разбил парк. В 1818 году переселился в сельцо Сафонтьево, где скончался 8 июня 1826 года на 83-м году жизни. Похоронен на Пятницком погосте близ села Никитинское.
Летом 1817 года, по окончании лицея, А. С. Пушкин посетил село Петровское, где доживал свои дни семидесятипятилетний Ганнибал. Сохранился в небольшом отрывке рассказ поэта о посещении деда: «Подали водку. Налив рюмку себе, велел он и мне поднести, я не поморщился — и тем, казалось, чрезвычайно одолжил старого Арапа».
Поэт получил от «старого арапа» рукописную биографию Абрама Петровича Ганнибала и начало автобиографии самого Петра Абрамовича. Поэт воспользовался ими при создании повести «Арап Петра Великого».

«Отставной артиллерии генерал-майор и на девятом десятке лет жил с удовольствием. Жена не мешала, ибо давно, уже лет тридцать, как ее прогнал и не помирился, несмотря на вмешательство верховной власти (раздел же имущества происходил под наблюдением самого Гаврилы Романовича Державина, поэта и кабинет-секретаря Екатерины II-й). Все это было давно; говаривали про Петра Абрамовича, что, подобно турецкому султану, он держит крепостной гарем, вследствие чего по деревням его бегало немало смуглых, курчавых „арапчат“; соседи и случайные путешественники со смехом и страхом рассказывали также, что крепостной слуга Михайло Калашников разыгрывал для барина на гуслях русские песенные мотивы, отчего генерал-майор „погружался в слезы или приходил в азарт“. Если же он выходил из себя, то „людей выносили на простынях“, иначе говоря, пороли до потери сознания. Заканчивая описание добродетелей и слабостей Петра Абрамовича, рассказчики редко забывали упомянуть о любимейшем из его развлечений (более сильном, чем гусли!), то есть о „возведении настоек в известный градус крепости“»